# Michel Giacobini
Michel Giacobini, född 1873, död den 6 mars 1938, var en fransk astronom.
Giacobini arbetade vid Niceobservatoriet innan han 1910 på egen begäran förflyttades till Parisobservatoriet.
Han tilldelades Jules Janssens pris 1903, Valzpriset 1905 och 1907 samt Lalandepriset 1937. Asteroiden 1756 Giacobini uppkallades efter honom.